# Ivana Bellucio
Ivana Bellucio ist eine ehemalige argentinische Handballspielerin. Sie war eines der ersten Mitglieder der argentinischen Nationalmannschaft im Beachhandball.

## Handball
Ivana Bellucio spielte in der höchsten argentinischen Spielklasse für Sociedad Escolar y Deportiva Alemana Lanús Oeste (S.E.D.A.L.O).
Nach einem ersten Versuch bei den ersten Pan-Amerikanischen Meisterschaften 2004 dauerte es bis 2008, dass Argentinien mit Nachdruck am Aufbau einer Beachhandball-Nationalmannschaft arbeitete. Zur ersten Generation dieser Spielerinnen gehörte auch Bellucio. Neben den späteren langjährigen Leistungsträgerinnen der Nationalmannschaft Celeste Meccia, Florencia Ibarra, Fernanda Roveta und Ivana Eliges gehörte sie zu der Mannschaft, die in einem ersten gemischten Turnier mit Nationalmannschaften und Vereinen in Rawson, das Argentinien auf dem letzten Rang beendete, debütierte. Es folgten die Panamerika-Meisterschaften 2008, wo auch noch Marina Imbrogno zur Mannschaft stieß und Argentinien als viertplatzierte Mannschaft knapp eine Medaille verpasste. Auch im Jahr darauf gehörte sie noch zum erweiterten Kader der Nationalmannschaft, wurde aber nicht für die Südamerikanische Beach Games 2009 eingeladen. Seitdem wurde Bellucio nicht mehr berufen.